# كيفيات محسوسة

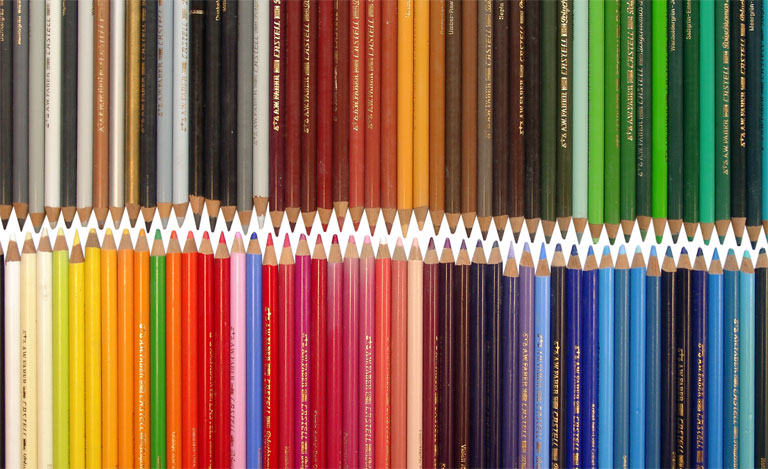
تعد الألوان من الأمثلة التقليدية في الكيفيات المحسوسة وذلك بالسؤال المطروح: كيف يمكن أن يتولد إحساس من مجرد إبصار لون يتولد علمياً من أمواج بصرية محددة؟

الكيفيات المحسوسة (Qualia) أو الكيفات، (مفردها كَيفَة ) في الفلسفة هو الكيف أو الحالة التي يُنظر إليها في حالة الوعي إلى صفات الأشياء من منظور ذاتي. إن مفهوم الكيفيات المحسوسة من المواضيع الهامة والشائكة في الفلسفة، ويعود ذلك إلى أن الإدراك الحسي متفاوت بالقياس على الحالات الفردية. يعد فهم الكيفيات المحسوسة أحد المواضيع الأساسية في فلسفة العقل.
من أشهر الأمثلة على الكيفيات المحسوسة: الإحساس باللون، بالإضافة إلى الشعور بالألم وتذوق طعم اللبن.
وردت في الكيفيات المحسوسة في الفلسفة الإسلامية وذلك ضمن النقاش حول مسألة صفات الخالق.

## اقرأ أيضاً
- كيف (فلسفة)
- وعي
- فلسفة العقل